# Mukulu jezik
Mukulu jezik (ISO 639-3: moz; diongor guera, djonkor guera, dyongor guera, gergiko, guerguiko, jonkor-gera, mokilko, mokoulou, mokulu), afrazijski jezik istočnočadske skupine kojim govori 12 000 ljudi (1990 SIL) u čadskoj regiji Guéra u podnožju Guéra Massifa; sela: Moukoulou, Séguine, Doli, Morgué, Djarkatché (Mezimi) i Gougué.
Mukulu čini posebnu podskupinu istočnočadskih jezika čiji je jedini predstavnik. Ima nekoliko dijalekata: mokilko, seginki, doliki, moriko, mezimko i gugiko. U upotrebi je i shuwa ili čadski arapski [shu].

## Vanjske poveznice
- Ethnologue (14th)
- Ethnologue (15th)